# Гіднел Пека
Гіднел Пека (Hydnellum peckii) — вид хижих грибів з роду гіднел (Hydnellum) родини банкерові (Bankeraceae). Названо на честь американського міколога та бріолога Чарльза Гортона Пека. Має народні назви «полуниця з вершками», «зубний червоний сік», «диявольський зуб», «гриб-зуб, що кровоточить».

## Опис
Зовнішністю схожий на чудернацький десерт. Плодові тіла прості або зрощені, зі сплощеним або втиснутим, зазвичай нерівним, бархатисто-лускатим капелюшком в середньому до 6,5 см в діаметрі, максимально — 10,5 см. Його забарвлено у білі тони, з віком набуває червоно-чорний, фіолетово-чорний або коричневий, рідше темно-синій відтінок, нерідко з концентричними зонами. На капелюшку виступають краплі криваво-червоної рідини, що робить гриб схожим на відкриту рану.
Ніжка 0,5—6 × 0,5—2 см, циліндричної або веретеноподібної форми, білувата, потім одного кольору з капелюшком. Гименофор шипуватий, шипики до 5 мм довжиною, спочатку білого кольору, потім темнішає до світло-бузкового або бурого. М'якоть світла, рожево-коричневого або світло-коричневого кольору, в ніжці темніша, ніж в капелюшку, з помітними жовтуватими прожилками.

## Спосіб життя
Гриб через свій гіркий смак є неїстівним. Запах зберігає навіть у сухому вигляді. Виростає восени на піщаному ґрунті у хвойних (ялинових і соснових) лісах. Приємний запах і забарвлення є засобом привернути комах, якими він живиться. Також отримує поживні речовини з ґрунту.

## Застосування
Червоний сік, що виділяється з гриба, містить пігмент, який за своїми властивостями аналогічний гепарину, що широко використовується в медицині для розрідження крові. Поряд з іншими видами цього роду його також використовують для виготовлення натуральних барвників.

## Розповсюдження
Зустрічається він в деяких частинах Європи: Шотландії, Німеччини та Італії, а також в Україні в Карпатах, Північній Америці, є в Кореї, Ірані.